# Marche funèbre
Pour le groupe belge de death-doom, voir Marche funèbre (groupe).

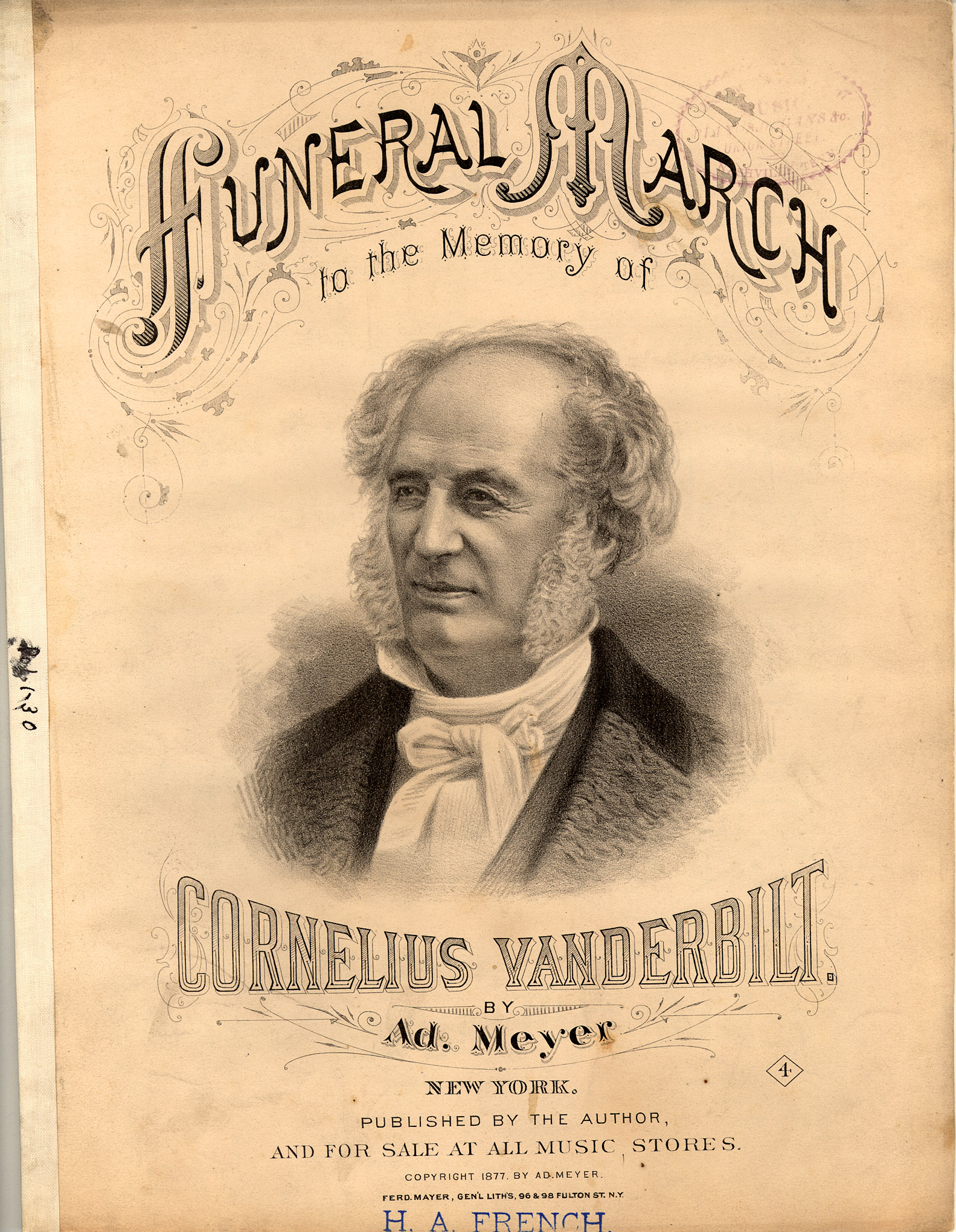
La marche funèbre.

Marche funèbre peut faire référence à diverses œuvres musicales généralement écrites en mode mineur et dont le rythme, lent et à deux temps, convient à un cortège funèbre.

## Marches funèbres célèbres

### Frédéric Chopin
- Le troisième mouvement de la Sonate pour piano no 2, op. 35, est la plus connue.
- L'op. 72 no 2.

### Ludwig van Beethoven
- Le deuxième mouvement de la symphonie Héroïque est une « marcia funebre ».
- La marche funèbre de Léonore Prohaska WoO 96 (œuvre posthume)[1]
- Bien qu'il n'en porte pas le nom, le célèbre deuxième mouvement (Allegretto) de la septième symphonie de Beethoven est souvent assimilé à une marche funèbre (comme Robert Schumann le fit déjà remarquer en son temps)[2]
- Le troisième mouvement de la Sonate pour piano no 12, op. 26, intitulé « Marcia funebre sulla morte d'un eroe ».
- Le premier mouvement de la Sonate pour Piano no 14 (dite « Au Clair de lune »). Le violoniste Karl Holz aurait reçu comme confidence de Beethoven que ce premier mouvement de la sonate fût improvisé auprès du cadavre d'un ami. Mais de quel ami s'agirait-il ? L'appellation tardive « Au Clair de lune » (en 1832, soit cinq ans après la mort de Beethoven) est en grande partie due à un jeu biaisé de la plupart des interprètes, qui en font une ballade romantique dans le but de répondre aux goûts du public[réf. nécessaire].

### Autres
- La Grande Symphonie funèbre et triomphale de Hector Berlioz, composée pour la célébration du 10e anniversaire de la Révolution de 1830 (1840). 1, Marche funèbre, 2, Oraison funèbre, 3, Apothéose.
- L'andante maestoso en mi mineur (« Trauermarsch » / « Marche funèbre ») (MWV U 177) des Romances sans paroles opus 62 de Felix Mendelssohn. Orchestrée par Ignaz Moscheles, elle fut jouée aux funérailles de Mendelssohn.
- L'interlude musical entre les scènes 2 et 3 de l'acte III du Crépuscule des dieux de Richard Wagner est connu sous le nom de Marche funèbre de Siegfried.
- Le deuxième mouvement de la Symphonie no 7 de Bruckner, composé au moment de la mort de Richard Wagner, est souvent comparé à une marche ou ode funèbre. C'est d'ailleurs cette musique qui fut jouée aux funérailles de Bruckner lui-même.
- Le premier mouvement de la Symphonie no 5 de Mahler s'ouvre par une Trauermarsch (marche funèbre).
- Le troisième mouvement de la Symphonie no 1 de Mahler (Feierlich und gemessen, ohne zu schleppen) est une marche funèbre interrompue au milieu par des musiques populaires.
- La Marche funèbre pour la dernière scène d'Hamlet (troisième pièce de Tristia, op. 18) de Berlioz.
- Le deuxième mouvement de la Symphonie pour piano seul de Charles-Valentin Alkan (extraite des Douze Études dans tous les tons mineurs, op. 39 no 5).
- La Grande Marche Funèbre D. 859 de Franz Schubert, pour piano à quatre mains.
- La Dead March dans Saül de Haendel.
- La Marche funèbre à la mémoire de Rikard Nordraak, pour piano ou orchestre, d'Edvard Grieg.
- Le Quatuor à cordes no 15 de Dmitri Chostakovitch (le cinquième mouvement).
- La Marche funèbre d'une marionnette, parodie pour piano de Charles Gounod, orchestrée ensuite par le compositeur.
- La Musique pour les funérailles de la reine Mary (Music for the Funeral of Queen Mary) de Henry Purcell. Le 5 mars 1695, un cortège royal conduit le cercueil de la reine Mary II d'Angleterre à l'abbaye de Westminster. Cette ode funèbre est particulièrement émouvante. Purcell ignore alors qu'il va suivre la reine Mary dans la tombe quelques mois plus tard, à tout juste 36 ans.
- La Marche funèbre de Sigismond von Neukomm pour neuf cuivres : cornet à piston, quatre cors, trois trombone et un ophicléide.